# 장영섭
장영섭(1966년 ~ )은 경북 영주 출신으로 연세대 법학과를 졸업했다. 1993년 제35회 사법시험에 합격했다. 과거 이명박 전 대통령의 대통령 후보 시절 BBK의 연루 의혹 수사에 참여했었다. 이후 청와대로 들어가 민정2비서관실에서 2급 행정관으로 근무했다. 2015년 2월까지 19년간 검사로 재직하였고, 검사 재직기간 동안 서울중앙지방검찰청 금융조세조사제1부장, 법무부 법무심의관, 법무과장, 중앙지방검찰청 금융조세조사부, 특수부 검사 등을 거치면서 금융증권범죄, 기업비리 등 수사경험을 쌓았다. 이러한 경험을 바탕으로 2015년 3월부터 법무법인 광장에서 기업, 공정거래, 금융, 증권, 조세, 지적재산권침해 등과 관련된 형사사건 및 일반 송무, 자문 업무를 담당하고 있다.